# Saison 3 de Major Crimes
Chronologie
Saison 2 Saison 4
Cet article présente les épisodes de la troisième saison de la série télévisée américaine Major Crimes.

## Distribution

### Acteurs principaux
- Mary McDonnell (VF : Véronique Augereau) : Capitaine Sharon Raydor
- G. W. Bailey (VF : Jean-Claude De Goros) : Louis Provenza
- Anthony Denison (VF : Gabriel Le Doze) : Andy Flynn
- Michael Paul Chan (VF : Olivier Destrez) : Michael Tao
- Raymond Cruz (VF : Jérôme Rebbot) : Julio Sanchez
- Phillip P. Keene (VF : Patrick Delage) : Buzz Watson
- Kearran Giovanni (VF : Marie Zidi) : Amy Sykes
- Graham Patrick Martin (VF : Thomas Sagols) : Rusty Beck
- Jonathan Del Arco (VF : Laurent Morteau) : Dr Morales
- Nadine Velazquez : Deputy D.A. Emma Rios

### Acteurs récurrents et invités
- Robert Gossett (VF : Benoît Allemane) : Russell Taylor
- Jon Tenney (VF : Bernard Lanneau) : Agent spécial Fritz Howard[1]
- Tom Berenger : Jackson Raydor[1]
- Bill Brochtrup (en) : Dr Joe Bowman[1]
- Malcolm-Jamal Warner : Lt. Chuck Cooper[1]
- Hampton Fluker : Jamey Perez[2]
- Laurie Holden : Ann McGinnis[3]
- Torrey DeVitto : Nicole Flynn, fille d'Andy[4]
- Alex Carter : Ronald Glover[5]
- Carlos Bernard : Pete Sims[5]
- Zarah Mahler : Emily Raydor, fille de Sharon[6]
- Billy Burke : Phillip Stroh (de The Closer)[7]
- Tuc Watkins : Juge Stephen Schaeffer[8]
- Annie Potts : Clarissa[9]
- Kathe Mazur (VF : Pauline Larrieu) : Substitut Andrea Hobbs
- Yani Gellman : Dante Gomez (épisode 2)
- Nikki DeLoach : Laura Day (épisode 4)
- Torrey DeVitto : Nicole Flynn (épisode 13)
- Emily Foxler : Cynthia Logan (épisode 1)
- Erick Avari : Ravi Madhavan (épisode 5)
- Luke Perry : Jon "Jonny" Worth (épisode 8)
- Justina Machado : Anna Ruiz (épisode 13)

## Épisodes

### Épisode 1:Envolés
- États-Unis : 9 juin 2014 sur TNT[10]
- Suisse : 5 juin 2015 sur RTS Un
- Belgique : 11 février 2016 sur La Une
- Québec : 18 février 2016 sur Séries+
- France : 4 juillet 2016 sur France 2[11]

- États-Unis : 5,16 millions de téléspectateurs[12] (première diffusion)

- Emily Foxler : Cynthia Logan

### Épisode 2:Remise en liberté
- États-Unis : 16 juin 2014 sur TNT
- Suisse : 8 juin 2015 sur RTS Un
- Belgique : 11 février 2016 sur La Une
- Québec : 25 février 2016 sur Séries+
- France : 4 juillet 2016 sur France 2

- États-Unis : 4,64 millions de téléspectateurs[13] (première diffusion)

- Yani Gellman : Dante Gomez

### Épisode 3:Un bichon à 20 millions
- États-Unis : 23 juin 2014 sur TNT
- Suisse : 9 juin 2015 sur RTS Un
- Belgique : 18 février 2016 sur La Une
- Québec : 3 mars 2016 sur Séries+
- France : 4 juillet 2016 sur France 2

- États-Unis : 4,91 millions de téléspectateurs[14] (première diffusion)

La brigade enquête sur le meurtre du chien, Faucon, empoisonné. Marchella Brewster, sa propriétaire, une riche mondaine, est morte il y a quelques mois dans son sommeil. On a cru qu'a cause de son âge, elle était morte de vieillesse mais il s'avère qu'elle a été empoisonnée. Celui qui a tué Marchella a tué Faucon qui avait hérité des millions de dollars de sa maîtresse.  

### Épisode 4:Et que justice soit faite
- États-Unis : 30 juin 2014 sur TNT
- Suisse : 10 juin 2015 sur RTS Un
- Belgique : 18 février 2016 sur La Une
- Québec : 10 mars 2016 sur Séries+
- France : 11 juillet 2016 sur France 2

- États-Unis : 5,06 millions de téléspectateurs[15] (première diffusion)

- Nikki DeLoach : Laura Day

### Épisode 5:Ne pas déranger
- États-Unis : 7 juillet 2014 sur TNT
- Suisse : 11 juin 2015 sur RTS Un
- Belgique : 25 février 2016 sur La Une
- Québec : 17 mars 2016 sur Séries+
- France : 11 juillet 2016 sur France 2

- États-Unis : 4,86 millions de téléspectateurs[16] (première diffusion)

- Erick Avari : Ravi Madhavan

### Épisode 6:Une parmi des centaines
- États-Unis : 14 juillet 2014 sur TNT
- Suisse : 12 juin 2015 sur RTS Un
- Belgique : 25 février 2016 sur La Une
- Québec : 24 mars 2016 sur Séries+
- France : 11 juillet 2016 sur France 2

- États-Unis : 5,25 millions de téléspectateurs[17] (première diffusion)

### Épisode 7:Deux options
- États-Unis : 21 juillet 2014 sur TNT
- Suisse : 15 juin 2015 sur RTS Un
- Belgique : 3 mars 2016 sur La Une
- Québec : 31 mars 2016 sur Séries+
- France : 18 juillet 2016 sur France 2

- États-Unis : 5,56 millions de téléspectateurs[18] (première diffusion)

### Épisode 8:L'Invité d'honneur
- États-Unis : 28 juillet 2014 sur TNT
- Suisse : 16 juin 2015 sur RTS Un
- Belgique : 3 mars 2016 sur La Une
- Québec : 7 avril 2016 sur Séries+
- France : 18 juillet 2016 sur France 2

- États-Unis : 5,85 millions de téléspectateurs[19] (première diffusion)

- Luke Perry : John "Jonny" Worth

### Épisode 9:Douce vengeance
- États-Unis : 4 août 2014 sur TNT
- Suisse : 17 juin 2015 sur RTS Un
- Belgique : 10 mars 2016 sur La Une
- Québec : 14 avril 2016 sur Séries+
- France : 18 juillet 2016 sur France 2

- États-Unis : 5,243 millions de téléspectateurs[20] (première diffusion)

- Noah Crawford : Conner

### Épisode 10:Les Proies
- États-Unis : 11 août 2014 sur TNT
- Suisse : 18 juin 2015 sur RTS Un
- Belgique : 10 mars 2016 sur La Une
- Québec : 21 avril 2016 sur Séries+
- France : 25 juillet 2016 sur France 2

- États-Unis : 5,73 millions de téléspectateurs[21] (première diffusion)

- Jon Tenney : Fritz Howard, chef du bureau des opérations spéciales
- Laurie Holden : Ann McGinnis, chef-adjointe du bureau des opérations spéciales
- Scout Taylor-Compton : Becca Wilshaw

### Épisode 11:Trois couples et un couffin
- États-Unis : 24 novembre 2014 sur TNT[22]
- Suisse : 19 juin 2015 sur RTS Un
- Belgique : 17 mars 2016 sur La Une
- Québec : 28 avril 2016 sur Séries+
- France : 25 juillet 2016 sur France 2

- États-Unis : 2,94 millions de téléspectateurs[23] (première diffusion)

- Robyn Lively : Sarah Glover

### Épisode 12:Crime passionnel
- États-Unis : 1er décembre 2014 sur TNT
- Suisse : 22 juin 2015 sur RTS Un
- Belgique : 17 mars 2016 sur La Une
- Québec : 5 mai 2016 sur Séries+
- France : 25 juillet 2016 sur France 2

- États-Unis : 4,02 millions de téléspectateurs[24] (première diffusion)

### Épisode 13:Apparences trompeuses
- États-Unis : 8 décembre 2014 sur TNT
- Suisse : 22 juin 2015 sur RTS Un
- Belgique : 24 mars 2016 sur La Une
- Québec : 12 mai 2016 sur Séries+
- France : 3 juillet 2017 sur France 2[25]

- États-Unis : 3,59 millions de téléspectateurs[26] (première diffusion)

- Torrey DeVitto : Nicole Flynn
- Justina Machado : Anna Ruiz
- Carlos Bernard : Peter Sims

### Épisode 14:L'Incendiaire
- États-Unis : 15 décembre 2014 sur TNT
- Suisse : 23 juin 2015 sur RTS Un
- Belgique : 24 mars 2016 sur La Une
- Québec : 19 mai 2016 sur Séries+
- France : 3 juillet 2017 sur France 2

- États-Unis : 3,53 millions de téléspectateurs[27] (première diffusion)

### Épisode 15:Un réveillon sanglant
- États-Unis : 22 décembre 2014 sur TNT
- Suisse : 23 juin 2015 sur RTS Un
- Belgique : 31 mars 2016 sur La Une
- Québec : 26 mai 2016 sur Séries+
- France : 3 juillet 2017 sur France 2

- États-Unis : 3,82 millions de téléspectateurs[28] (première diffusion)

### Épisode 16:Un coupable idéal
- États-Unis : 29 décembre 2014 sur TNT
- Suisse : 24 juin 2015 sur RTS Un
- Belgique : 31 mars 2016 sur La Une
- Québec : 2 juin 2016 sur Séries+
- France : 10 juillet 2017 sur France 2

- États-Unis : 4,43 millions de téléspectateurs[29] (première diffusion)

### Épisode 17:De l'autre côté de la barrière
- États-Unis : 5 janvier 2015 sur TNT
- Suisse : 24 juin 2015 sur RTS Un
- Belgique : 7 avril 2016 sur La Une
- Québec : 9 juin 2016 sur Séries+
- France : 17 juillet 2017 sur France 2

- États-Unis : 4,311 millions de téléspectateurs[30] (première diffusion)

- Tom Berenger : Jackson Raydor

### Épisode 18:L'Accord 1
- États-Unis : 12 janvier 2015 sur TNT
- Suisse : 25 juin 2015 sur RTS Un
- Belgique : 7 avril 2016 sur La Une
- Québec : 16 juin 2016 sur Séries+
- France : 10 juillet 2017 sur France 2

- États-Unis : 3,74 millions de téléspectateurs[31] (première diffusion)

- Billy Burke : Phillip Stroh
- Tuc Watkins : Juge Stephen Schaeffer

### Épisode 19:L'Accord 2
- États-Unis : 12 janvier 2015 sur TNT
- Suisse : 25 juin 2015 sur RTS Un
- Belgique : 14 avril 2016 sur La Une
- Québec : 23 juin 2016 sur Séries+
- France : 10 juillet 2017 sur France 2

- États-Unis : 3,49 millions de téléspectateurs[31] (première diffusion)

- Jon Tenney : Fritz Howard, chef du bureau des opérations spéciales
- Laurie Holden : Ann McGinnis, chef-adjointe du bureau des opérations spéciales
- Malcolm-Jamal Warner : Lt. Chuck Cooper,
- Billy Burke : Phillip Stroh
- Tuc Watkins : Juge Stephen Schaeffer
- Annie Potts : Clarissa